# Хлепенское сельское поселение
Хлепенско́е сельское поселение — упразднённое муниципальное образование в составе Сычёвского района Смоленской области России.
Административный центр — деревня Хлепень.
Образовано Законом Смоленской области от 20 декабря 2004 года. Упразднено Законом Смоленской области от 28 мая 2015 года с включением всех входивших в его состав населённых пунктов в Никольское сельское поселение.

## Географические данные
- Общая площадь: 46,52 км²
- Расположение: северо-восточная часть Сычёвского района
- Было образовано на территории бывшего Хлепенского сельского совета
- Граничило:
  - на северо-востоке — с  Зубцовским районом Тверской области
  - на востоке — с Субботниковским сельским поселением
  - на юге и западе — с Никольским сельским поселением
  - на северо-западе — с Вараксинским сельским поселением
- Реки: Вазуза, Городня.
- По территории поселения протекают несколько ручьев, два из которых имеют названия, отмеченные еще на карте Менде - Дуловка и Талица.
- По территории проходит автомобильная дорога Р134 «Старая Смоленская дорога» Смоленск — Дорогобуж — Вязьма — Зубцов.

## Население
| 2007 | 2011 | 2012 | 2013 | 2014 | 2015 |
| ---- | ---- | ---- | ---- | ---- | ---- |
| 263  | ↘215 | ↘210 | ↘200 | ↘193 | →193 |

## Населённые пункты
В состав поселения на сентябрь 2015 года входили следующие населённые пункты:
- Хлепень, деревня
- Аристово, деревня
- Благуша, деревня

Несуществующие ныне населенные пункты Хлепенского сельсовета:
- Бобровка
- Борщёвка
- Новая Гринёвка
- Старая Гринёвка
- Жеребцово
- Исаевское
- Караси
- Киселёво
- Климово
- Новое Мурзино (Новенькая)
- Старое Мурзино
- Подосиновка
- Подъяблонька
- Пруды
- Пугачёво
- Степаново
- Талица (Пустошка)
- Холм

## Экономика
Сельхозпредприятие, магазин в деревне Хлепень, гостиница в деревне Хлепень, строящиеся коттеджные поселки "Вазузский" в урочище Пруды и высоты "200".

## Достопримечательности
- Городище IX века в деревне Хлепень.
- Обелиск воинам-односельчанам в деревне Хлепень.
- Братское захоронение воинов 20-й армии в деревне Аристово.
- Обелиск воинам 20-й, 30-й, 31-й армий в урочище Жеребцово (Долина смерти).
- Церковь Преображения Господня в деревне Хлепень (построена вновь в 2000-е годы на месте разрушенной)